# Station Płonina
Station Płonina is een spoorwegstation in de Poolse plaats Płonina.